# پیر بل

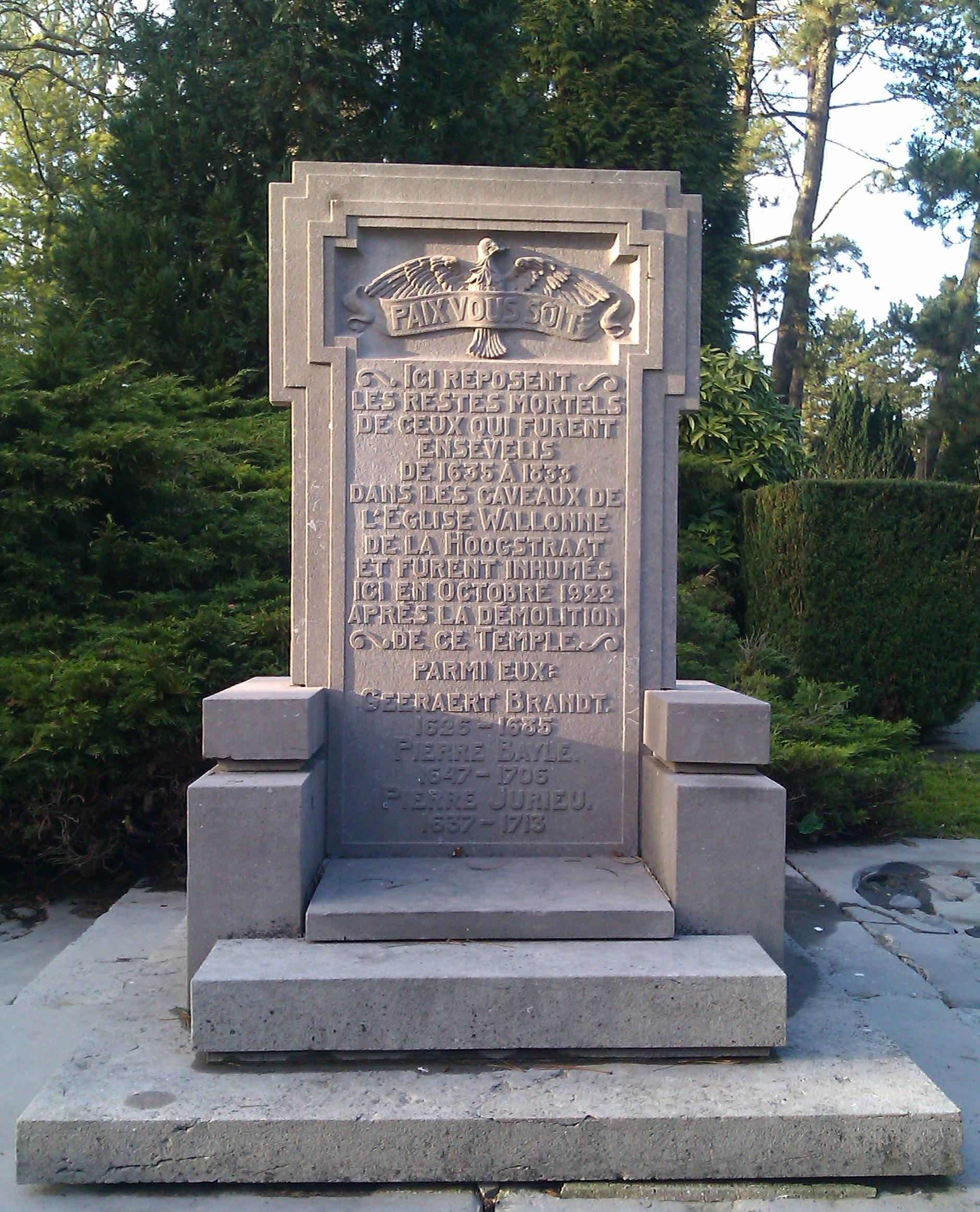
سنگ یادبود قبرهای والون در گورستان عمومی کروسویک. در میان آن‌ها، نام پیر بل قرار دارد.

پیِر بِیل (به فرانسوی: Pierre Bayle) فیلسوف و نویسنده پروتستان قرن هفدهم میلادی اهل فرانسه است. مهم‌ترین اثر او «دیکشنری تاریخی و انتقادی» (به فرانسوی: Dictionnaire Historique et Critique) است که به یکی از محبوب‌ترین آثار قرن هجدهم تبدیل شد. محتوای این کتاب پرحجم تاریخ، نقد ادبی، الهیات، و مسائل متعدد دیگری از جمله مباحثی فلسفی در زمینه‌هایی همچون مدارا، مسئلهٔ شر، و مسائل معرفت شناختی را شامل می‌شود.
بی عقیدگی او در کتاب «دیکشنری قاموس فلسفی» (به فرانسوی: Dictionaire Philosophique) آغازگر انتشار مطالب دیگر فلاسفه مخالف مذهب در قرن هجدهم شد. ژان ژاک روسو در نقد اندیشه های او که باور داشت هیچ مذهبی برای جامعه مفید نیست؛ چنین نوشته است: «بر  خلاف نظریه او [بیل] می توان اثبات کرد که هیچ دولتی تا کنون تشکیل نشده که مذهب اساس و پایه آن نباشد».

به عنوان پیشرو در دایرةالمعارف نویسی و حامی اصل مدارا، آثار وی متعاقباً بر پیشرفت روشن فکری تأثیر گذاشت.

ولتر بیل را «بزرگ‌ترین استاد فن استدلال که تا کنون دست به قلم برده‌است» می‌خواند. به غیر از ولتر، متفکران زیادی در عصر روشنگری از جمله دنی دیدرو، لایبنیتز، بارکلی و هیوم وامدار بل و آثار او بوده‌اند.

## زندگی‌نامه
بل در کارلا-لو-کنت (که بعداً به افتخار او به کارلا-بل تغییر نام داد) در نزدیکی پامیه، آرییژ در فرانسه متولد شد. او توسط پدرش که وزیر کالوینیست بود آموزش دید و در یک آکادمی در پیلورانس تحصیل کرد. پس از آن به کالج یسوعی در تولوز وارد شد و یک ماه بعد (۱۶۶۹) به یک کاتولیک رومی تبدیل شد. پس از هفده ماه، او دوباره به کالوینیسم بازگشت و به ژنو گریخت.

در آن جا با آموزه‌های رنه دکارت آشنا شد. بعد از مدتی وی به فرانسه بازگشت و به پاریس رفت و در آن جا چند سال به عنوان معلم سرخانه در جاهای مختلف کار کرد. در سال ۱۶۷۵ به ریاست فلسفه در آکادمی پروتستان سدان منصوب شد. چند سال بعد یعنی در سال ۱۶۸۱، دانشگاه سدان در اقدامی علیه پروتستان‌ها توسط دولت سرکوب شد.

درست قبل از آن واقعه، بل به جمهوری هلند گریخت، در آن جا تقریباً بلافاصله به عنوان استاد فلسفه و تاریخ در اکول ایلوستر در روتردام منصوب شد و سال‌ها تدریس کرد، اما در یک درگیری داخلی طولانی در کالج که در نتیجهٔ آن بل از سمت خود در سال ۱۶۹۳ محروم شد.

بل تا زمان مرگش که در ۲۸ دسامبر ۱۷۰۶ اتفاق افتاد، در روتردام ماند. در «کلیسای والون» واقع در روتردام به خاک سپرده شد، جایی که پیر ژوریو نیز هفت سال بعد در آن دفن شد. پس از تخریب این کلیسا در سال ۱۹۲۲، این قبور به گورستان عمومی کروسویک در روتردام منتقل شدند. یک سنگ یادبود نشان می‌دهد که پیر بل در این گورها قرار دارد.